# Nemesgörzsöny
Nemesgörzsöny is een plaats (község) en gemeente in het Hongaarse comitaat Veszprém. Nemesgörzsöny telt 776 inwoners (2001).